# Bremgarten, Aargau
Bremgarten là một đô thị ở huyện Bremgarten, bang Aargau, Thụy Sĩ.